# Notholoba sehausi
Notholoba sehausi là một loài bướm đêm trong họ Geometridae.